# Tratado de París (1920)

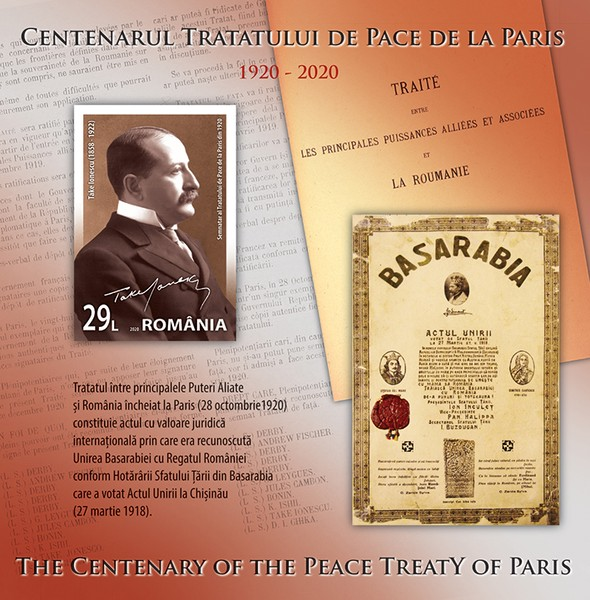

El tratado o pacto de París de 1920 fue un acuerdo firmado entre Rumanía y las potencias aliadas; a saber: Francia, Reino Unido de Gran Bretaña e Irlanda, Reino de Italia y Japón. Su propósito fue reconocer la pertenencia a Rumanía de la región de Besarabia. Sin embargo, la no ratificación de Japón impidió que entrara en vigor.
El 9 de abril de 1918 (según el calendario que regía entonces, el 27 de marzo de 1918), en plena guerra civil rusa, el parlamento besarabio, llamado Sfatul Țării, votó la unificación del país con Rumanía con un resultado de 86 votos a favor, 3 en contra y 36 abstenciones. Este acto fue interpretado por el Imperio Ruso como una invasión por parte del Reino de Rumanía. Estados Unidos rechazó formar parte del acuerdo bajo el alegato de que Rusia no había sido tomado parte en él.
El 28 de octubre de 1920 el tratado entró en vigor, pero la anexión de Besarabia por el Reino de Rumanía nunca fue reconocida ni por Rusia ni por Japón.